# Test Drive 4
Test Drive 4 è il quarto capitolo della serie di videogiochi Test Drive. Si tratta di un simulatore di guida sviluppato dalla software house inglese Pitbull Syndicate (autore anche di tre futuri titoli della stessa serie) e pubblicato da Accolade per Microsoft Windows e Sony Playstation.

## Modalità di gioco
Nel gioco sono disponibili dieci automobili, cinque moderne (come la Jaguar XJ220) e cinque muscle car degli anni sessanta/settanta. A differenza del capitolo precedente, dove era possibile selezionare percorsi alternativi di volta in volta, in Test Drive 4 i cinque tracciati disponibili sono obbligati.